# San Severino Marche
San Severino Marche is een gemeente in de Italiaanse provincie Macerata (regio Marche) en telt 13.241 inwoners (31-12-2004). De oppervlakte bedraagt 193,8 km2, de bevolkingsdichtheid is 68 inwoners per km2. San Severino Marche telt ongeveer 5196 huishoudens. Het aantal inwoners daalde in de periode 1991-2001 met 2,2% volgens cijfers uit de tienjaarlijkse volkstellingen van ISTAT.
Opvallend in deze vrij kleine stad is het uit de 13e eeuw stammende grote plein (het Piazza del Popolo), 224 meter lang en 55 meter breed. Het plein is omzoomd door arcaden met winkels en herenhuizen.
| Jaar | Inwoneraantal |
| ---- | ------------- |
| 1991 | 13.077        |
| 2001 | 12.794        |

## Geboren
- Bartholomeus Eustachius (ca. 1500/1513/1524 – Umbrië, 27 augustus 1574), anatoom
- Daniel Mancinelli (1988), autocoureur
- Giacomo Bonaventura (1989), voetballer
- Lorenzo Baldassarri (1996), motorcoureur
- Giulio Pellizzari (2003), wielrenner

## Geografie
De gemeente ligt op ongeveer 236 m boven zeeniveau.
San Severino Marche grenst aan de volgende gemeenten: Apiro, Castelraimondo, Cingoli, Gagliole, Matelica, Pollenza, Serrapetrona, Tolentino, Treia.

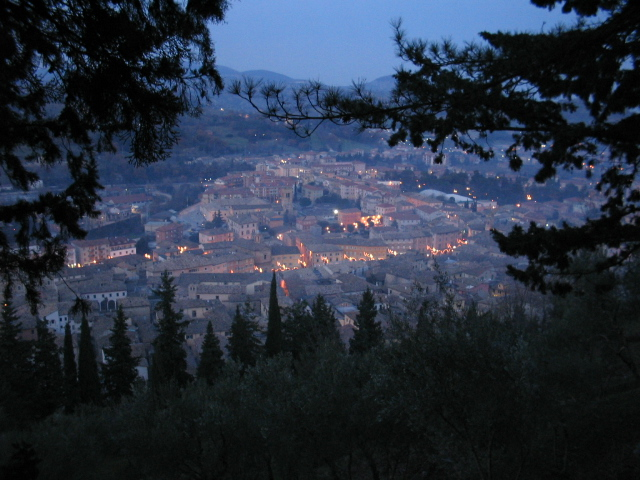
San Severino met het Piazza del Popolo bij nacht

Acquacanina · Apiro · Appignano · Belforte del Chienti · Bolognola · Caldarola · Camerino · Camporotondo di Fiastrone · Castelraimondo · Castelsantangelo sul Nera · Cessapalombo · Cingoli · Civitanova Marche · Colmurano · Corridonia · Esanatoglia · Fiastra · Fiuminata · Gagliole · Gualdo · Loro Piceno · Macerata · Matelica · Mogliano · Monte Cavallo · Monte San Giusto · Monte San Martino · Montecassiano · Montecosaro · Montefano · Montelupone · Morrovalle · Muccia · Penna San Giovanni · Petriolo · Pieve Torina · Pioraco · Poggio San Vicino · Pollenza · Porto Recanati · Potenza Picena · Recanati · Ripe San Ginesio · San Ginesio · San Severino Marche · Sant'Angelo in Pontano · Sarnano · Sefro · Serrapetrona · Serravalle di Chienti · Tolentino · Treia · Urbisaglia · Ussita · Valfornace · Visso
1. ↑  https://demo.istat.it/?l=it.